# Ла Игера
Ла Игера (на испански: La Higuera) е село в Централна Боливия, департамент Санта Крус. Намира се на 1950 m надморска височина и на 150 km югозападно от град Санта Крус де ла Сиера. Населението му е около 120 души (2001), предимно гуарани.
На 8 октомври, 1967 аржентинският революционер Че Гевара (1928 – 1967) е заловен от боливийската армия с което се слага край на неговата кариера и мечта за всеобща революция на латиноамериканския континент. Че прекарва нощта в училището, където е убит на следващия ден. Тялото му е пренесено в близкото градче Vallegrande и изложено на показ, след което погребано тайно без да се маркира гроба.
Днес са издигнати паметник на Че и мемориал. Ла Игера е една от спирките по „Пътя на Че“ (Che Guevara Trail), създаден през 2004.